# Floriánka (rozhledna)

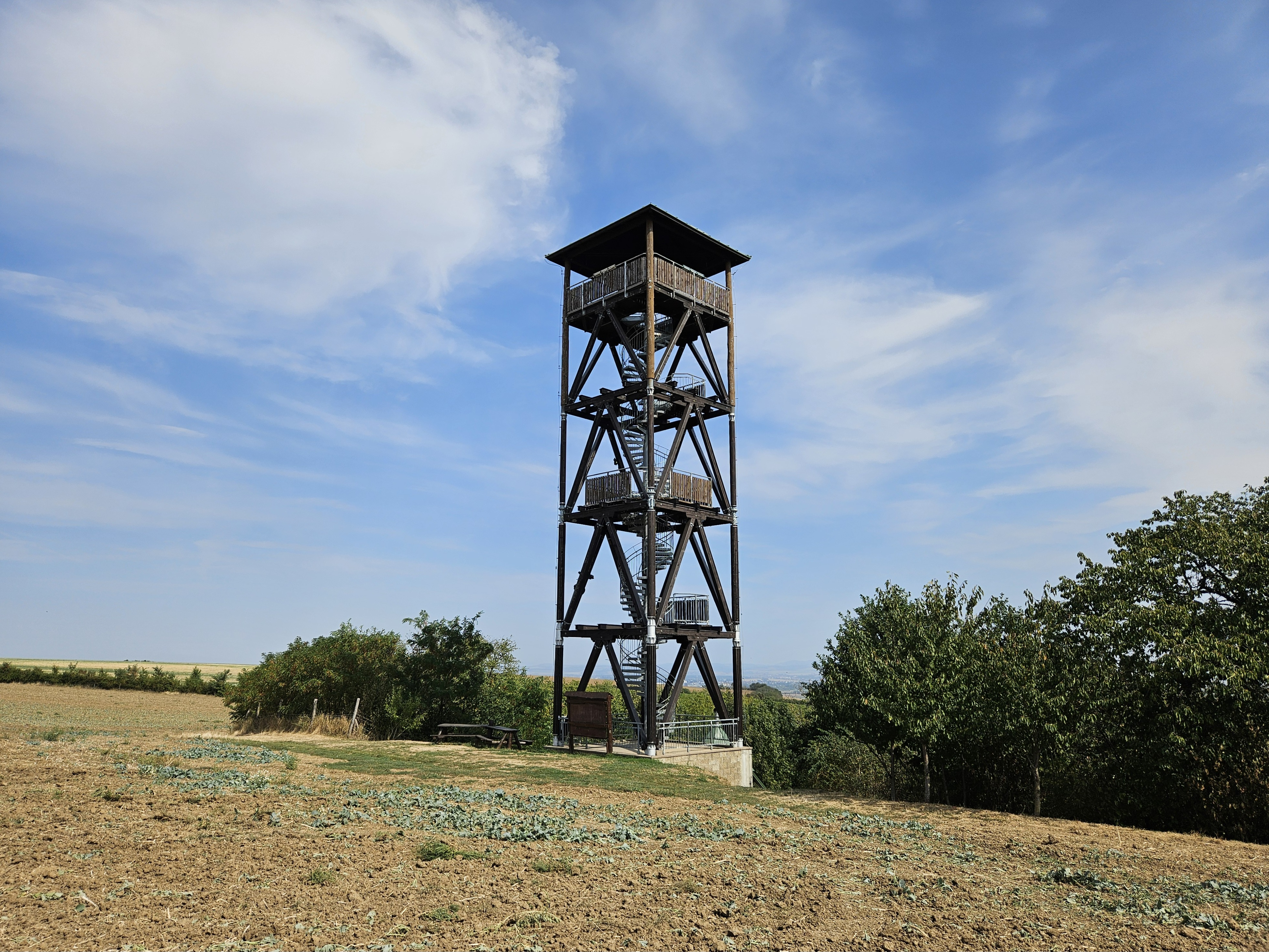

Floriánka je rozhledna, která se nachází severozápadně obce Polešovice v okrese Uherské Hradiště ve Zlínském kraji v trati „Sedlecké“. Název je odvozen od odrůdy vinné révy, vypěstované v místní šlechtitelské vinařské stanici Polešovice.

## Historie
V roce 2012 byla pro projekt výstavby rozhledny schválena dotace ze Státního zemědělského intervenčního fondu, která pokryla 80 % nákladů. Zbytek kryla ze svého rozpočtu obec Polešovice. Výstavbu provedla společnost Teplotechna Ostrava a.s. v období srpen–prosinec 2013. K zpřístupnění rozhledny došlo v lednu 2014.

## Technický popis
Dřevěná rozhledna s ocelovými prvky je vysoká 22 metrů, má jednu vyhlídkovou plošinu ve výšce 18  metrů, ke které vede 80 schodů točitého ocelového schodiště.

## Výhled
Poskytuje výhled na Bílé Karpaty, údolí řeky Moravy, hrad Buchlov a Chřiby. Za dobré viditelnosti je možné zahlédnou i cca 50 km dalekou Pálavu.

## Přístup
Je volně přístupná, po polní cestě od autobusové zastávky Polešovice, U Marka, leží cca 165 metrů od cyklotrasy „Bzenecká“. Nejbližší železniční stanice jsou 4,6 km vzdálené Nedakonice.